# Hazy Sunrise
Hazy Sunrise is een Nederlands bier dat sinds 2017 gebrouwen wordt door Brouwerij Kees. Het is een New England IPA met een alcoholpercentage van 5,6% (voorheen 7,1%). Dit bier wordt gekenmerkt door het gebruik van de hopsoorten Citra, Mosaic en Loral, die het een uitgesproken fruitig en floraal aroma geven.

## Onderscheidingen
Hazy Sunrise heeft tijdens de Dutch Beer Challenge van 2020 goud behaald in de categorie "Pale & Amber Ale - Hazy IPA / NEIPA".